# Axmouth
Axmouth ist ein Dorf und Civil parish im Distrikt East Devon in Devon, in England und liegt unweit der Mündung des River Axe etwa einen Kilometer von der Küste. Das Gebiet des Parishs reicht allerdings bis zum Meer. Der Ort liegt unweit von Seaton und Beer auf dem gegenüberliegenden Ufer des Ästuars, der die Flussmündung bildet. Nach dem Census 2001 hatte Axmouth 493 Einwohner.

## Geschichte
Mitte des 14. Jahrhunderts war Axmouth ein bedeutender Hafen, über den etwa 15 % des damaligen Schifftransports abgewickelt wurden.
Die Überreste eines Fischerbootes aus dem Spätmittelalter sind direkt westlich des Dorfes bei Ebbe im Bette des River Axe sichtbar.

## Bauwerke

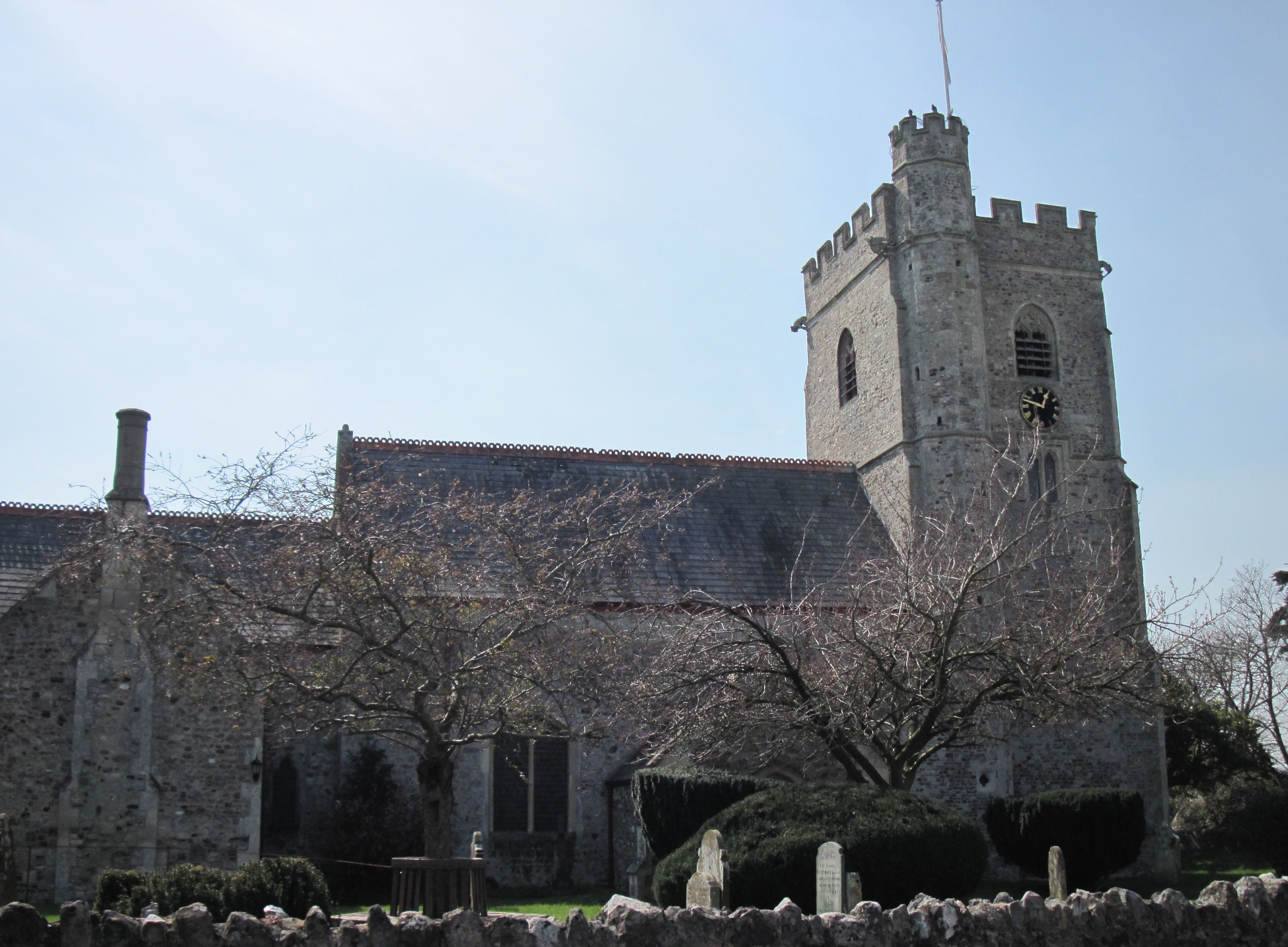
St Michael’s Church, Axmouth

Im Dorf sind einige reetgedeckte Häuser erhalten. Die Kirche hat einen Turm aus dem 15. Jahrhundert und aus behauenen Steinen gefertigte Eingänge und Pfeiler im Anglo-Normannischen Stil. In der Nähe befinden sich das im Tudorstil gebaute Bindon House und die Reste einer Wallburg auf dem das Dorf überragenden Hawkesdown Hill. Eine Betonbrücke aus der Anfangszeit dieser Bautechnik überquert den Fluss in der Nähe des Hafens, wo sich ein Yachtclub befindet.